# Valletta Football Club 2014-2015
Questa voce raccoglie le informazioni riguardanti il Valletta Football Club nelle competizioni ufficiali della stagione 2014-2015.

## Rosa
| N. |                                | Ruolo | Calciatore             |
| -- | ------------------------------ | ----- | ---------------------- |
| 1  | Malta (bandiera)               | P     | Yenz Cini              |
| 2  | Malta (bandiera)               | D     | Jonathan Caruana       |
| 3  | Malta (bandiera)               | D     | Ian Azzopardi          |
| 4  | Malta (bandiera)               | D     | Steve Borg             |
| 5  | Malta (bandiera)               | D     | Ryan Camilleri         |
| 6  | Malta (bandiera)               | C     | Ryan Fenech (capitano) |
| 10 | Malta (bandiera)               | C     | Roderick Briffa        |
| 11 | Malta (bandiera)               | A     | Luke Montebello        |
| 14 | Emirati Arabi Uniti (bandiera) | D     | Hamdan Al Kamali       |
| 16 | Gambia (bandiera)              | C     | Hamza Barry            |
| 17 | Inghilterra (bandiera)         | A     | Lateef Elford-Alliyu   |
| 18 | Malta (bandiera)               | C     | Shaun Bajada           |

| N. |                      | Ruolo | Calciatore       |
| -- | -------------------- | ----- | ---------------- |
| 20 | Malta (bandiera)     | C     | Dyson Falzon     |
| 22 | Malta (bandiera)     | A     | Siraj Arab       |
| 24 | Malta (bandiera)     | A     | Ian Zammit       |
| 23 | Malta (bandiera)     | A     | Llywelyn Cremona |
| 25 | Australia (bandiera) | C     | Adrian Zahra     |
| 26 | Malta (bandiera)     | P     | Manuel Bartolo   |
| 28 | Malta (bandiera)     | P     | Nicky Vella      |
| 30 | Tunisia (bandiera)   | C     | Abdelkarim Nafti |
| 36 | Malta (bandiera)     | D     | Luke Dimech      |
|    | Brasile (bandiera)   | A     | Lico             |
|    | Brasile (bandiera)   | A     | Alex Terra       |